# Derevok, Liubeșiv
Derevok (în ucraineană Деревок) este o comună în raionul Liubeșiv, regiunea Volînia, Ucraina, formată numai din satul de reședință.

## Demografie
Componența lingvistică a satului Derevok
     Ucraineană (99,89%)
     Alte limbi (0,11%)
Conform recensământului din 2001, majoritatea populației satului Derevok era vorbitoare de ucraineană (99,89%), existând în minoritate și vorbitori de alte limbi.